# Pál Béla (népművelő)
Pál Béla (Zalaegerszeg, 1953. október 5. –) magyar népművelő, országgyűlési képviselő (MSZP).

## Életpályája
Szülei Pál Béla (1927-) és Laborci Mária (1933-).

### Tanulmányai
Az általános és középiskolai éveit Veszprémben járta ki. 1972-ben érettségizett a Lovassy László Gimnáziumban. 1973-1978 között a Szombathelyi Tanárképző Főiskola népművelés-könyvtár szakos hallgatója volt. 1983–1987 között a Politikai Főiskola politikai szociológia szakát végezte el. 1990–1991 között a Kereskedelmi és Idegenforgalmi Továbbképző Intézetben tanult. 1997–2000 között a Pécsi Tudományegyetem humán szervező szakán tanult.

### Munkássága
1973-1974 között Dudaron a Kossuth Lajos Klubkönyvtár vezetője volt. 1974–1976 között az alsóörsi Eötvös Károly Művelődési Ház munkatársa, majd igazgatója volt. 1976–1979 között az orenburgi gázvezeték-építés magyar szakaszán kulturális szervező volt. 1979–1984 között Veszprémben a Kisfaludy Művelődési Házban módszertani előadóként dolgozott.

### Politikai tisztségei
1978–1989 között a Magyar Szocialista Munkáspárt tagja volt. 1984-től öt évig a Magyar Szocialista Munkáspárt Veszprém Megyei Bizottságának munkatársa, illetve ifjúsági referense volt. 1989 óta a Magyarországi Szociáldemokrata Párt tagja. 1989–1992 között Veszprém megye ügyvivője volt. 1992–1998 között az országos választmány elnökhelyettese volt. 1994 és 2014 között országgyűlési képviselő (1994–2002 Veszprém megye, 2002 óta Veszprém). 1995–1996 között a millecentenárium albizottságának albizottságának tagja volt. 1997–1998 között a millenniumi albizottság elnöke, 1998–2002 között alelnöke volt. 1998–2001 között a kulturális és sajtóbizottság tagja volt. 1998–2002 között az idegenforgalmi bizottság tagja, 2001–2002 között elnöke volt. 2002–2003 között a Miniszterelnöki Hivatalban dolgozott. 2003–2006 között a Gazdasági és Közlekedési Minisztérium idegenforgalmáért felelős politikai államtitkára volt. 2006 óta a sport- és turisztikai bizottság alelnöke, és a Veszprém Megyei Közgyűlés tagja, valamint a Közép-dunántúli Regionális Fejlesztési Tanács elnöke. 2010–2014 között országgyűlési képviselő, a 2014 áprilisi választásokon a kormányváltó összefogás képviselőjelöltjeként indult az új veszprémi 1. számú választókerületben, de nem jutott be.

## Magánélete
1987-ben házasságot kötött Léb Erikával. Két gyermekük született; Kata (1988) és András (1990).